# Люберь
Люберь — деревня в Весьегонском муниципальном округе Тверской области.

## География
Деревня находится в северо-восточной части Тверской области на расстоянии приблизительно 13 км на запад по прямой от районного центра города Весьегонск на левом берегу речки Реня.

## История
Известна с первой половины XVIII века как деревня Краснохолмского Николаевского Антониева монастыря. Дворов 6 (1859 год), 9(1889), 20 (1931), 23(1963), 15 (1993), 7(2008),. До 2019 года входила в состав Ёгонского сельского поселения до упразднения последнего.

## Население
Численность населения: 37 человек (1859 год), 52(1889), 81 (1931), 72(1963), 22(1993),, 13 (русские 100 %) в 2002 году, 10 в 2010, 0 (2017).